# Spyglass Entertainment
Spyglass Entertainment ist eine US-amerikanische Filmproduktionsgesellschaft mit Sitz in Los Angeles. Das Unternehmen wurde 1998 von Gary Barber und Roger Birnbaum unter Beteiligung der Kirch-Gruppe, Mediaset und der Walt Disney Company gegründet. Mit Disney bestand ein Fünfjahresvertrag, weshalb Spyglass anfangs hauptsächlich Disney-Produktionen verlieh. Aktuell gehört Spyglass anteilig zur Holding-Gesellschaft Cerberus Capital Management.
Ende Dezember 2010 wurden Barber und Birnbaum Co-Chairmen und Co-CEOs der Holding der seit November 2010 insolventen Metro-Goldwyn-Mayer. Seitdem fuhr Spyglass eigene Projekte zurück und produzierte nur noch wenige Filme.
Im Oktober 2012 erklärte Birnbaum seine Absicht, sich aus dem MGM-Vorsitz zurückzuziehen, um sich wieder aktiv dem Produktionsgeschäft zu widmen.

## Filmografie (Auswahl)
- 1999
  - The Sixth Sense mit Hollywood Pictures
  - Insider mit Touchstone Pictures

- 2000
  - Shang-High Noon mit Touchstone Pictures

- 2003
  - Shanghai Knights mit Touchstone Pictures
  - Der Einsatz mit Touchstone Pictures
  - Seabiscuit mit Universal Pictures und DreamWorks Pictures
  - Bruce Allmächtig mit Universal Pictures

- 2005
  - Die Geisha mit DreamWorks Pictures, Columbia Pictures und Amblin Entertainment
  - Die Legende des Zorro mit Columbia Pictures

- 2007
  - Evan Allmächtig mit Universal Pictures

- 2008
  - The Happening mit 20th Century Fox
  - 27 Dresses mit 20th Century Fox
  - Wanted mit Universal Pictures

- 2009
  - Star Trek mit Paramount Pictures
  - Wen die Geister lieben mit Universal Pictures

- 2010
  - The Tourist mit GK Films
  - Männertrip

- 2012
  - Für immer Liebe
- 2023
  - Scream VI
  - Spy Kids: Armageddon
  - Thanksgiving

- 2026
  - Nawałnica